# Greg Ginn
Greg Ginn (født 8. juni 1954 ) var guitarist i det amerikanske hardcore punk-bandet Black Flag og grundlægger af pladeselskabet SST Records, som har udgivet plader fra alternative amerikanske rock-bands såsom Sonic Youth, Hüsker Dü, Dinosaur Jr og mange flere.
 Der er for få eller ingen kildehenvisninger i denne artikel, hvilket er et problem. Du kan hjælpe ved at angive troværdige kilder til de påstande, som fremføres i artiklen.